# Sublime (gruppo musicale)
I Sublime sono un gruppo musicale ska punk statunitense proveniente da Long Beach, in California. Il loro stile fu caratterizzato da un mix di ska, punk, rap, dub ed altre correnti musicali. Il gruppo era composto da tre membri: Bradley Nowell (voce e chitarra), Bud Gaugh (batteria), e Eric Wilson (basso).

## Storia
A partire dal 1988, attraversando la metà degli anni '90, i Sublime girarono il sud California ottenendo un grande seguito di fan.
Il gruppo mise in vendita le sue prime registrazioni dei concerti - incluso anche il loro primo album 40 Oz. To Freedom. 
Il loro secondo album, Robbin' the Hood , venne registrato nel 1994, e grazie al suo stile li consacrò al successo, soprattutto grazie alla canzone Date Rape che venne inserita nelle playlist della radio di Los Angeles KROQ: ciò attirò l'attenzione della casa discografica MCA che firmò immediatamente un contratto con loro.
Il 25 maggio del 1996, solo due mesi prima dell'uscita del loro terzo album Sublime, il cantante Bradley Nowell morì per overdose di eroina il giorno dopo un'esibizione a Petaluma, in California.
Successivamente alla sua morte, il resto dei componenti della band, Bud Gaugh e Eric Wilson continuarono a suonare insieme nei Long Beach Dub Allstars fino al 2002. Dopo, Gaugh si unì agli Eyes Adrift e Wilson ora suona il basso nella seconda generazione degli Allstars, i Long Beach Shortbus.
Nonostante solo tre album siano stati messi in vendita, esistono moltissime canzoni contenenti la maggior parte dei loro spettacoli dal vivo insieme ad alcune performance soliste di Brad Nowell.

## Formazione

### Formazione attuale
- Rome Ramirez - voce, chitarra (2009-oggi)
- Eric Wilson - basso (1986-96, 2009-oggi)
- Bud Gaugh - batteria (1986-96, 2009-oggi)

### Ex componenti
- Bradley Nowell - voce, chitarra (1986-96)
- Marshall Goodman - batteria (1990-1992)
- Todd Forman - sassofono (1990-1996)

## Discografia

### Album in studio
- 1992 - 40oz. to Freedom
- 1994 - Robbin' the Hood
- 1996 - Sublime

### Live
- 1998 - Stand By Your Van
- 1998 - Sublime Acoustic: Bradley Nowell & Friends

### Raccolte
- 1997 - Second-hand Smoke
- 1998 - Living in a Boring Nation
- 1999 - Greatest Hits
- 2002 - Robbin' the Hood/Sublime
- 2002 - 20th Century Masters - The Millennium Collection: The Best of Sublime
- 2005 - Look All The Love We Found
- 2005 - Gold
- 2006 - Everything Under the Sun
- 2008 - Best of Sublime: Green Series
- 2008 - Playlist Your Way

### Singoli
- 1995 - Date Rape
- 1996 - What I Got
- 1997 - Santeria
- 1997 - April 26, 1992 (Miami)
- 1997 - Wrong Way
- 1997 - Caress Me Down
- 1998 - Doin' Time
- 1998 - Badfish

### Cover
- No Woman No Cry - Bob Marley & The Wailers
- Day Tripper - Beatles
- Scarlet Begonias - The Grateful Dead
- We're Only Gonna Die for Our Own Arrogance - Bad Religion
- 54-46 That's My Number/Ball and Chain - Toots & the Maytals
- Steppin' Razor - Peter Tosh/Joe Higgs
- Rivers of Babylon - Melodians
- Mary /Big Salty Tears - The Ziggens
- What Happened/Eye Of Fatima - Camper Van Beethoven
- Hope - Descendents
- Jailhouse - Bob Marley & The Wailers
- Smoke Two Joints - The Toyes

### Apparizioni in compilation
- 1997 - M.O.M., Vol. 2: Music for Our Mother Ocean